# Oligotylus brevitylus
Oligotylus brevitylus är en insektsart som först beskrevs av Slater och Knight 1954.  Oligotylus brevitylus ingår i släktet Oligotylus och familjen ängsskinnbaggar. Inga underarter finns listade i Catalogue of Life.